# Дзамбрелла, Фабрицио
Фабри́цио Дзамбре́лла (итал. Fabrizio Zambrella; 1 марта 1986, Женева) — швейцарский футболист, полузащитник.

## Клубная карьера
Родился 1 марта 1986 года в городе Женева. Воспитанник футбольной школы клуба «Серветт». Взрослую футбольную карьеру начал в 2002 году в основной команде того же клуба, в которой провёл два сезона, приняв участие в 34 матчах чемпионата.
Своей игрой за эту команду привлёк внимание представителей тренерского штаба итальянского клуба «Брешиа», в состав которого присоединился в 2004 году. Его дебют в Серии А состоялся 6 января 2005 года в матче против «Болоньи» (1:1) и за сезон 2004/05 он провёл 14 игр чемпионата, так ни разу и не забив, а его команда вылетела в Серию Б. Там швейцарец отыграл за клуб из Брешии ещё четыре сезона своей игровой карьеры, но так и не сумел вернуть его в элиту. Большинство времени, проведённого в составе «Брешии», было основным игроком команды и всего за 5 лет провёл за команду 127 игр во всех турнирах и забил 5 голов.
Дзамбрелла покинул «Брешию» по истечении срока контракта 30 июня 2009 года и долго оставался без клуба, пока 20 октября «Сьон» не подписал швейцарского полузащитника на правах свободного агента до июня 2013 года. В первые годы Фабрицио был основным игроком клуба и в 2011 году выиграл кубок Швейцарии, но затем потерял место в основе и 31 января 2012 года был отдан в аренду в греческий клуб ПАС (Янина) до конца сезона. После возвращения в «Сьон» он вообще не выступал за первую команду в течение сезона 2012/13.
1 июля 2013 года подписал контракт с «Лозанной», где провёл только один сезон, после чего в течение шести месяцев оставался без клуба, и только в январе 2015 года перешёл в «Ле-Мон» со второго дивизиона страны.
Впоследствии с 2017 по 2019 год играл в составе команды третьего дивизиона «Стад Ньон», а завершил игровую карьеру в команде «Мерен», за которую выступал в течение 2019—2023 годов в четвёртом дивизионе страны.

## Карьера в сборной
Выступал в составе юношеской сборной Швейцарии (U-19), с которой принял участие в домашнем юношеском чемпионате Европы 2004. Там швейцарцы дошли до полуфинала, благодаря чему квалифицировались на молодёжный чемпионат мира 2005 в Нидерландах. Там Дзамбрелла сыграл во всех трёх матчах, но его команда заняла последнее место в группе. В общей сложности на юношеском уровне принял участие в 7 играх.
В течение 2005—2008 годов привлекался в состав молодёжной сборной Швейцарии, с которой принимал участие в молодёжном чемпионате Европы 2004 в Германии, где Швейцария заняла последнее место в группе, набрав только одно очко. Всего на молодёжном уровне сыграл в 28 официальных матчах, забил 5 голов.

## Достижения
«Сьон»
- Обладатель Кубка Швейцарии: 2010/11